# Сутерландия
Сутерландия (лат. Sutherlandia) — род растений семейства Бобовые (Fabaceae).
Род назван в честь английского натуралиста Джеймса Садерленда, умершего в 1719 году.
Некоторые исследователи включают род Sutherlandia в род Lessartia.

## Список видов
В настоящее время в род Сутерландия включены шесть видов:
- Sutherlandia frutescens (L.) R.Br. ex W.T.Aiton, 1812
- Sutherlandia humilis E.Phillips & R.A.Dyer, 1934
- Sutherlandia microphylla Burch. ex DC., 1825
- Sutherlandia montana E.Phillips & R.A.Dyer, 1934
- Sutherlandia speciosa E.Phillips & R.A.Dyer, 1934
- Sutherlandia tomentosa Eckl. & Zeyh., 1836